# 105人事件
105人事件（ひゃくごにんじけん）とは、寺内正毅朝鮮総督暗殺計画に関わったとして、1911年に朝鮮の独立運動家約700人が検挙、翌年105人が一審有罪となった事件である。判決材料の多くが拷問による虚偽の自白であったため、控訴審では99人が無罪となった。発生当初は抗日秘密結社新民会の壊滅を狙った内政問題であったが、容疑者にキリスト教徒が多く含まれていたため米国人宣教師などから批判が高まり、日米問題にまで発展した。「寺内朝鮮総督暗殺未遂事件（-謀殺未遂事件、-暗殺陰謀事件）」、「宣川事件」、「新民会事件」など様々な名称がある。

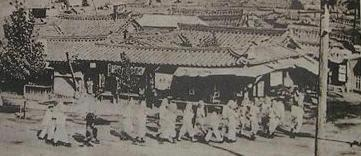
連行の様子

## 判決
- 京城地方法院 1912年9月28日

懲役10年 6人（尹致昊、梁起鐸、安泰国、李昇薰、林蚩正、柳東説）
懲役7年 18人（玉觀彬など）
懲役6年 39人
懲役5年 42人
17人に無罪
- 京城覆審法院 1913年3月20日

懲役6年 5人（尹致昊、梁起鐸、安泰國、李昇薰、林蚩正）
懲役5年 1人（玉觀彬）
99人に無罪
- 高等法院 1913年5月24日

原判決のうち有罪部分を破棄、事件を大邱覆審法院に移送
- 大邱覆審法院 1913年7月15日

懲役6年 尹致昊、梁起鐸、安泰國、李昇薰、林蚩正、玉觀彬
- 高等法院 1913年10月9日

上告棄却（未決勾留日数180日）
- 恩赦

1914年5月24日、減刑令(大正3年勅令第104号)により懲役が1/4減刑される。（刑期満了日が1917年11月24日に変更）
1915年2月13日、6人釈放。（同年中に施行予定の大正天皇御大礼の恩赦を考慮して行われた）

## 事件の経緯
初代朝鮮総督に就任した寺内正毅陸軍大臣は、憲兵警察制度の実施に象徴される「武断統治」を行なった。
1910年12月、朝鮮北西部の平壌、宣川、新義州などを視察。
1911年、別の事件の容疑者から、視察中の寺内を暗殺する計画があったという情報を入手した朝鮮総督府は、同年9月までに約700人の朝鮮人を逮捕した。
1912年、証拠不十分で釈放された者以外122人への裁判が始まった。
朝鮮総督府や『毎日申報』、『京城日報』、『The Seoul Press』といった総督府の機関紙は、逮捕者の多くがキリスト教徒だったことから在朝米国人宣教師(特に長老教)による煽動を疑った。一方、米国政府や長老教教会は、事件との関わりを否定し、逆に朝鮮総督府が自白を得るために逮捕者を拷問したと主張した。
1912年になると、在朝米国人宣教師と寺内との会見、長老教教会および三人の上院議員などによる駐米日本大使館との折衝（米国留学した尹致昊への善処を求める嘆願がなされた）などによる事件解決、日米関係打開のための動きがみられた。京城地方法院は同年9月28日、前述の122人の中で17人だけを無罪とする一方、残りの105人に懲役刑を言い渡した（「105人事件」という名称の由来）。その後の控訴審では1913年10月、105人の中で99人が無罪を言い渡された一方、尹致昊などの6人は懲役刑が確定したが、その6人も1915年2月、大正天皇の即位式にちなんだ恩赦によって釈放された。

## その後
尹致昊はこれ以降、日本の朝鮮統治を容認し、いわゆる親日派になった。
寺内暗殺計画はなく、105人事件は日本側による捏造だったという主張もある。
1919年の三・一運動への影響が指摘されている。

## エピソード
- 多人数を裁くため裁判所を増築した。